# ベカ・サギナゼ
ベカ・サギナゼ（グルジア語: ბექა საღინაძე、グルジア語ラテン翻字: Beka Saghinadze、1998年10月29日 - ）は、トップ14・リヨンOUに所属するラグビーユニオン選手。

## プロフィール
- ジョージア・トビリシ出身。
- ポジションはフランカー(FL)、ナンバーエイト(No.8)。
- 身長 197cm、体重 105kg
- U20ジョージア代表に選ばれたことがある[1]。
- ジョージア代表キャップは13（2020年4月現在）でラグビーワールドカップ2019のジョージア代表に選ばれた[2]。

## 略歴
レロ・サラセンズを経て、2018年、オーリヤックに加入。 
2021年、リヨンOUに加入。